# Bahnhof Milano Lancetti

Der Bahnhof Milano Lancetti ist ein unterirdischer Bahnhof des Passante ferroviario di Milano, der Stammstrecke der Mailänder S-Bahn. Am Bahnhof Lancetti zweigen sich voneinander die Äste nach Bovisa und Certosa.
Der Bahnhof befindet sich im Nordwesten der Stadt und wird nach einer nächstgelegenen Straße (Viale Lancetti) benannt. Er liegt unter den großen Bahnanlagen des seit Jahren stillgelegten Güterbahnhof Farini, wo zukünftig ein neues Stadtviertel entstehen soll.

## Geschichte
Der Bahnhof Milano Lancetti wurde am 21. Dezember 1997 gleichzeitig mit dem ersten Teilstück (Bovisa–Porta Venezia) des Passantes.
Am 30. Mai 1999 wurde auch der Zweigast Lancetti–Certosa eröffnet.

## Lage
Der Bahnhof Lancetti hat vier Gleise – zwei pro Richtung – mit zwei Inselbahnsteigen.
Über die Gleisebene befindet sich eine große Verteilerhalle, die allerdings nur aus einer Richtung zugänglich ist. Die andere Richtung wird geöffnet, wenn die große oberflächliche Bahnbrache städtebaulich umgebaut wird.

## Verkehr
Der Bahnhof wird von den Linien S1, S2, S5, S6, S12 und S13 der Mailänder S-Bahn bedient.
| Linie | Verlauf |
| ----- | --- |
|       | Saronno – Saronno Sud – Caronno Pertusella – Cesate – Garbagnate Milanese – Garbagnate Parco delle Groane – Bollate Nord – Bollate Centro – Novate Milanese – Milano Nord Quarto Oggiaro – Milano Bovisa Politecnico – Milano Lancetti – Milano Porta Garibaldi – Milano Repubblica – Milano Porta Venezia – Milano Dateo – Milano Porta Vittoria – Milano Rogoredo – San Donato Milanese – Borgolombardo – San Giuliano Milanese – Melegnano – San Zenone al Lambro – Tavazzano – Lodi      |
|       | Mariano Comense – Cabiate – Meda – Seveso – Cesano Maderno – Bovisio Masciago-Mombello – Varedo – Palazzolo Milanese – Paderno Dugnano – Cormano-Cusano Milanino – Milano Bruzzano – Milano Affori – Milano Bovisa Politecnico – Milano Lancetti – Milano Porta Garibaldi – Milano Repubblica – Milano Porta Venezia – Milano Dateo – Milano Porta Vittoria – Milano Rogoredo |
|       | Varese – Gazzada-Schianno-Morazzone – Castronno – Albizzate-Solbiate Arno – Cavaria-Oggiona-Jerago – Gallarate – Busto Arsizio – Legnano – Canegrate – Vanzago-Pogliano – Rho – Rho Fiera – Milano Certosa – Milano Villapizzone – Milano Lancetti – Milano Porta Garibaldi – Milano Repubblica – Milano Porta Venezia – Milano Dateo – Milano Porta Vittoria – Milano Forlanini – Segrate – Pioltello-Limito – Vignate – Melzo – Pozzuolo Martesana – Trecella – Cassano d’Adda – Treviglio |
|       | Novara – Trecate – Magenta – Corbetta-Santo Stefano Ticino – Vittuone-Arluno – Pregnana Milanese – Rho – Rho Fiera – Milano Certosa – Milano Villapizzone – Milano Lancetti – Milano Porta Garibaldi – Milano Repubblica – Milano Porta Venezia – Milano Dateo – Milano Porta Vittoria – Milano Forlanini – Segrate – Pioltello-Limito – Vignate – Melzo – Pozzuolo Martesana – Trecella – Cassano d’Adda – Treviglio                                                                        |
|       | Milano Bovisa Politecnico – Milano Lancetti – Milano Porta Garibaldi – Milano Repubblica – Milano Porta Venezia – Milano Dateo – Milano Porta Vittoria – Milano Rogoredo – San Donato Milanese – Borgolombardo – San Giuliano Milanese – Melegnano |
|       | Milano Bovisa Politecnico – Milano Lancetti – Milano Porta Garibaldi – Milano Repubblica – Milano Porta Venezia – Milano Dateo – Milano Porta Vittoria – Milano Rogoredo – Locate Triulzi – Villamaggiore – Certosa di Pavia – Pavia |